# نفت خام شیرین
نفت خام شیرین به نفت خامی گفته می‌شود که مقدار گوگرد آن کمتر از نیم درصد باشد. در نقطه مقابل نفتی که بیشتر از نیم درصد گوگرد داشته باشد به نفت ترش معروف است.
ناخالصی گوگرد بایستی قبل از پالایش از نفت زدوده شود به همین جهت وجود گوگرد بیشتر هزینه پالایش نفت را بالا خواهد برد. از آنجا که از نفت‌های سبکتر و شیرینتر می‌توان مقدار بیشتری فراورده‌های پرمصرف و مرغوب نفتی مانند بنزین، نفت سفید و گازوئیل‌های کم‌گوگرد را به دست آورد، این نفت‌ها بیشتر مورد علاقه پالایشگاه‌ها بوده و قیمت بالاتری دارند. در قرن نوزدهم برای تشخیص مرغوبیت نفت مقدار کمی از آن را مزه می‌کردند و چون نفت‌های کم‌گوگرد مزه‌ای نسبتا شیرین و مطبوع داشتند این نوع نفت‌ها به نفت شیرین معروف شدند.
نفت‌های وست تگزاس اینترمیدیت و برنت که به عنوان مرجع قیمت‌گذاری نفت در در سطح بین‌المللی محسوب می‌شوند هر دو نفت‌های سبک و شیرین هستند.